# Центрувальне свердло

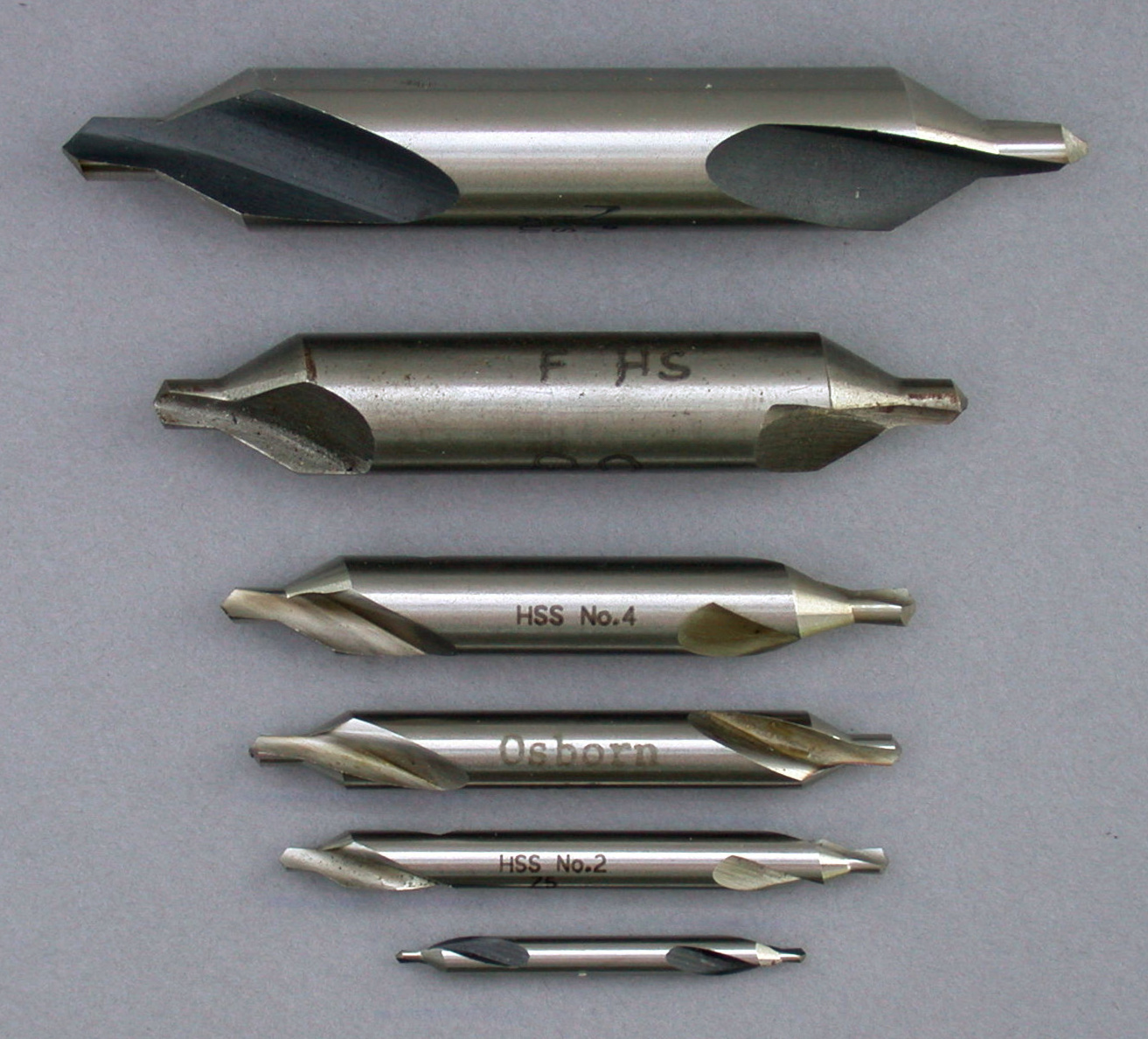
Центрувальні свердла без запобіжного конуса різних типорозмірів

Центрува́льне свердло́ — коротке двостороннє свердло з товстим хвостовиком. Така конструкція свердла має високу механічну жорсткість, що запобігає згину при засвердлюванні, і дозволяє прикласти до нього високе початкове зусилля. 
Центрувальне свердло використовується для виготовлення центрових отворів. У момент засвердлювання утворюється отвір невеликого діаметра, який потім розширюється різальними кромками конічної частини свердла. Після засвердлювання отвір, що залишився від тонкої частини центрувальної свердла поглиблюється спіральним свердлом потрібного діаметра. Технологічна операція виготовлення центрувального отвору носить назву «центрування».
З а ГОСТ 15952-75 комбіновані центрувальні свердла виготовляються чотирьох типів:
- А — свердла для центрувальних отворів 60° без запобіжного конуса;
- В — свердла для центрувальних отворів 60° із запобіжним конусом 120°;
- С — свердла для центрувальних отворів 75° без запобіжного конуса;
- R — свердла для центрувальних отворів з дугоподібною твірною.

Діаметр свердлильної частини до d = 10 мм, затискної до D = 25 мм. Свердла виготовляються із швидкорізальної сталі (Р6М5, Р6АМ5 тощо) за ГОСТ 19265-73. Твердість робочої частини центрувальних свердел повинна становити:
- у свердел діаметром до 3,15 мм — 63…65 HRC;
- у свердел діаметром більшим за 3,15 мм — 63…66 HRC.